# Ulrich Winkler (Fußballspieler)
Ulrich Winkler (* 6. März 1985) ist ein österreichischer Fußballspieler. Derzeit ist er vereinslos.

## Karriere
Winkler begann seine Karriere in der Jugend des SC Schwarz-Weiß Bregenz, wo er 2003 in die erste Mannschaft kam. Sein Debüt in der österreichischen Bundesliga gab Winkler am 29. Oktober 2003 gegen den SV Mattersburg, als er in der 90. Minute für Axel Lawarée eingewechselt wurde. 2005 wechselte er zum SCR Altach, mit Altach stieg er von der zweiten Liga in die Bundesliga auf. Im Januar 2008 wurde Winkler von den Vorarlbergern abgeschoben und wechselte für ein halbes Jahr zum FC Kärnten, wo er den Abstieg von der zweiten in die dritte Liga nicht verhindern konnte. Seit Anfang der Saison 2008/09 ist er beim FC Wacker Innsbruck unter Vertrag.
Mit dem FC Wacker Innsbruck wurde  Winkler in der Saison 2009/10 mit zwei Punkten Vorsprung auf den FC Admira Wacker Mödling Meister der zweitklassigen österreichischen Ersten Liga und stieg somit mit dem Team in die Bundesliga auf. Noch vor Beginn der Spielzeit 2010/11 wechselte der 25-Jährige zum LASK Linz.

## Erfolge
- 1× Meister der zweitklassigen Ersten Liga: 2009/10